# Мокінгберд (Кентуккі)
Мокінгберд (англ. Mockingbird Valley) — місто в США, в окрузі Джефферсон штату Кентуккі. Населення — 175 осіб (2020).

## Географія
Мокінгберд розташований за координатами 38°16′12″ пн. ш. 85°40′46″ зх. д. / 38.27000° пн. ш. 85.67944° зх. д. (38.270046, -85.679346).  За даними Бюро перепису населення США в 2010 році місто мало площу 0,55 км², з яких 0,55 км² — суходіл та 0,00 км² — водойми.

## Демографія
Згідно з переписом 2010 року, у місті мешкало 167 осіб у 68 домогосподарствах у складі 51 родини. Густота населення становила 306 осіб/км².  Було 73 помешкання (134/км²).
Расовий склад населення:
| - 92,2 % — білих - 4,2 % — азіатів - 2,4 % — чорних або афроамериканців |

До двох чи більше рас належало 1,2 %. Частка іспаномовних становила 0,6 % від усіх жителів.
За віковим діапазоном населення розподілялося таким чином: 22,8 % — особи молодші 18 років, 50,9 % — особи у віці 18—64 років, 26,3 % — особи у віці 65 років та старші. Медіана віку мешканця становила 52,1 року. На 100 осіб жіночої статі у місті припадало 85,6 чоловіків;  на 100 жінок у віці від 18 років та старших — 87,0 чоловіків також старших 18 років.
За межею бідності перебувало 0,7 % осіб, у тому числі 0,0 % дітей у віці до 18 років та 0,0 % осіб у віці 65 років та старших.
Цивільне працевлаштоване населення становило 55 осіб. Основні галузі зайнятості: освіта, охорона здоров'я та соціальна допомога — 30,9 %, науковці, спеціалісти, менеджери — 18,2 %, фінанси, страхування та нерухомість — 18,2 %.